# Dorfkirche Dobbrun

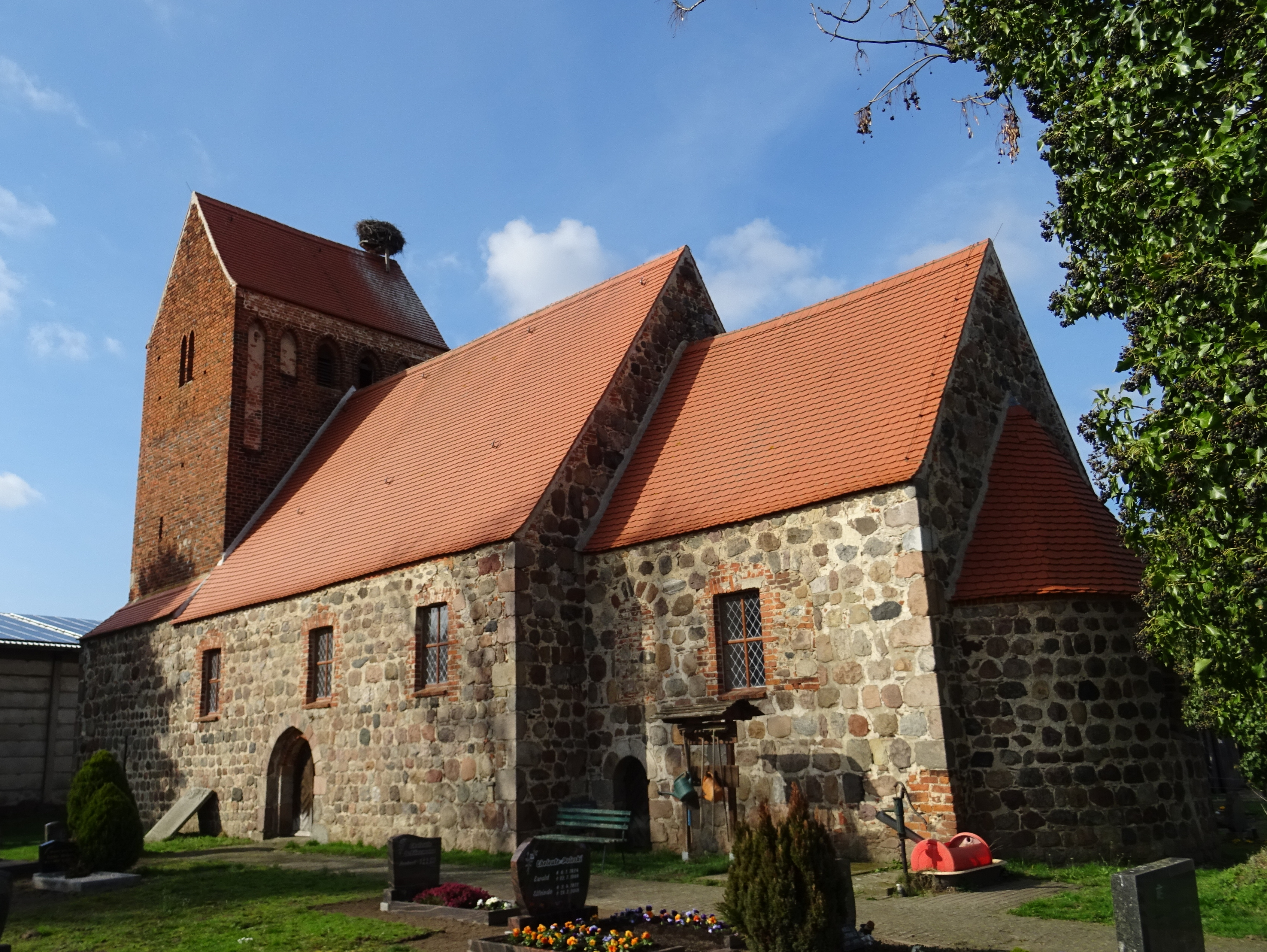
Dorfkirche Dobbrun

Die evangelische Dorfkirche Dobbrun ist eine romanische Saalkirche im Ortsteil Dobbrun von Osterburg im Landkreis Stendal in Sachsen-Anhalt. Sie gehört zum Pfarrbereich Osterburg im Kirchenkreis Stendal der Evangelischen Kirche in Mitteldeutschland.

## Geschichte und Architektur
Die romanische Saalkirche besteht aus dem Schiff, einem Westturm in Schiffsbreite, einem eingezogenen quadratischen Chor und Apsis aus der zweiten Hälfte des 12. Jahrhunderts und wurde aus behauenen Feldsteinquadern erbaut. Der Turm wurde auf den Mauern des Schiffes leicht zurückspringend in Backsteinmauerwerk mit spitzbogigen Schallöffnungen im 14./15. Jahrhundert erbaut und die Kirche damit zur vollständigen Anlage ergänzt. Das Bauwerk wurde ursprünglich durch ein romanisches Portal und eine Priesterpforte an der Nordseite erschlossen; die rundbogigen Schiffsfenster wurden im 18. Jahrhundert erweitert. Das Innere ist flachgedeckt.

## Ausstattung
Das Hauptstück der Ausstattung ist ein spätbarocker Kanzelaltar mit seitlichen Durchgängen. Eine Empore im Westen stammt von 1768, die übrige Ausstattung gehört dem Ende des 19. Jahrhunderts an. Eine Restaurierung erfolgte im Jahr 1938.
Auf dem Friedhof an der Südseite des Chores ist ein Gedenkstein für den Schriftsteller Heinrich Christoph Steinhart (mit dem Pseudonym Ludwig von Selbiger) aufgestellt, der 1810 in Dobbrun verstarb.